# هوغو فيليب
هوغو فيليب (بالألمانية: Hugo Philipp)‏ هو مبارز بالسيف نمساوي، (و. 1884 – نوفمبر 1970 م).

## وصلات خارجية
- هوغو فيليب على موقع أوليمبيديا (الإنجليزية)